# 弗雷德里克·居维叶
乔治-弗雷德里克·居维叶（法語：Georges-Frédéric Cuvier，發音：[ʒɔʁʒ fʁedeʁik kyvje]；1773年6月28日—1838年7月24日）是一位法國動物學家，小熊貓的命名者。為另一位動物學家喬治·居維葉之弟。曾於1835年獲選為英國皇家學會的外籍成員。